# Daniel Blumberg
Daniel Blumberg, född 22 september 1990 i London, är en brittisk musiker, kompositör och bildkonstnär. 
År 2005, när han var 15 år, medgrundade han musikgruppen Cajun Dance Party som han var sångare i. Han lämnade gruppen 2009 för att bilda rockbandet Yuck, vars sångare och frontman han var mellan 2009 och 2013. Som soloartist har han även varit verksam under artistnamnen Oupa och Hebronix och sedan 2018 har han släppt tre album under sitt eget namn.
Blumberg har komponerat musiken till flera filmer. Mest uppmärksammad har filmmusiken till långfilmen Brutalisten (2024) blivit för vilket han bland annat tilldelades en Oscar för bästa filmmusik.